# Maciej Rompkowski
Maciej Rompkowski (ur. 6 września 1990 w Gdańsku) – polski hokeista. Brat Mateusza.

## Kariera
- Stoczniowiec Gdańsk (2009-2010)
- Powassan Eagles (2010-2011)
- Stoczniowiec Gdańsk (2011)
- Sturgeon Falls Lumberjacks (2011-2012)
- JKH GKS Jastrzębie (2012-2013)
- Orlik Opole (2013-2016)
- MH Automatyka Gdańsk (2016-2019)
- Stoczniowiec Gdańsk (2020-)

Wychowanek Stoczniowca Gdańsk. W barwach reprezentacji Polski do lat 18 uczestniczył w turniejach mistrzostw świata juniorów do lat 18 w 2008. W barwach reprezentacji Polski do lat 20 uczestniczył w turniejach mistrzostw świata juniorów do lat 20 w 2010. Absolwent NLO SMS PZHL Sosnowiec z 2009. Od 2011 po raz drugi w karierze występował w kanadyjskiej lidze GMHL. Od września 2012 roku zawodnik JKH GKS Jastrzębie (podpisał 2-letni kontrakt). Od tego czasu występuje także w drużynie Orlik Opole w rozgrywkach I ligi 2012/2013 (klub z Opola współpracuje z JKH). W połowie listopada 2013 JKH rozwiązał z nim kontrakt. Od tego czasu nadal występował w Orliku Opole. Od kwietnia 2016 zawodnik MH Automatyka Gdańsk. Po sezonie 2016/2017 przedłużył kontrakt z klubem o rok. Po sezonie 2018/2019 zakończył karierę zawodniczą. Po wznowieniu kariery od listopada 2020 ponownie zawodnik Stoczniowca Gdańsk.

## Sukcesy
- Puchar Polski: 2013 z JKH GKS Jastrzębie
- Srebrny medal mistrzostw Polski: 2013 z JKH GKS Jastrzębie